# رابرت پاول (تنیس‌باز)
 رابرت پاول (انگلیسی: Robert Powell؛ زاده ۱۱ آوریل ۱۸۸۱ درگذشته ۲۸ آوریل ۱۹۱۷) یک تنیس‌باز اهل کانادا بود.